# Scott Anderson (Segler)
John Scott Anderson (* 31. März 1954) ist ein ehemaliger australischer Segler.

## Erfolge
Scott Anderson nahm in der Bootsklasse Tornado an den Olympischen Spielen 1984 in Los Angeles teil. Gemeinsam mit Christopher Cairns belegte er den Neuseeländern Rex Sellers und Chris Timms sowie Randy Smyth und Jay Glaser aus den Vereinigten Staaten den zweiten Platz und erhielt damit die Silbermedaille. Sie wurden zudem 1983 in Hayling Island und 1984 in Melbourne gemeinsam Weltmeister.